# Mirbelia rubiifolia
Mirbelia rubiifolia là một loài thực vật có hoa trong họ Đậu. Loài này được (Andrews) G.Don miêu tả khoa học đầu tiên.

## Hình ảnh

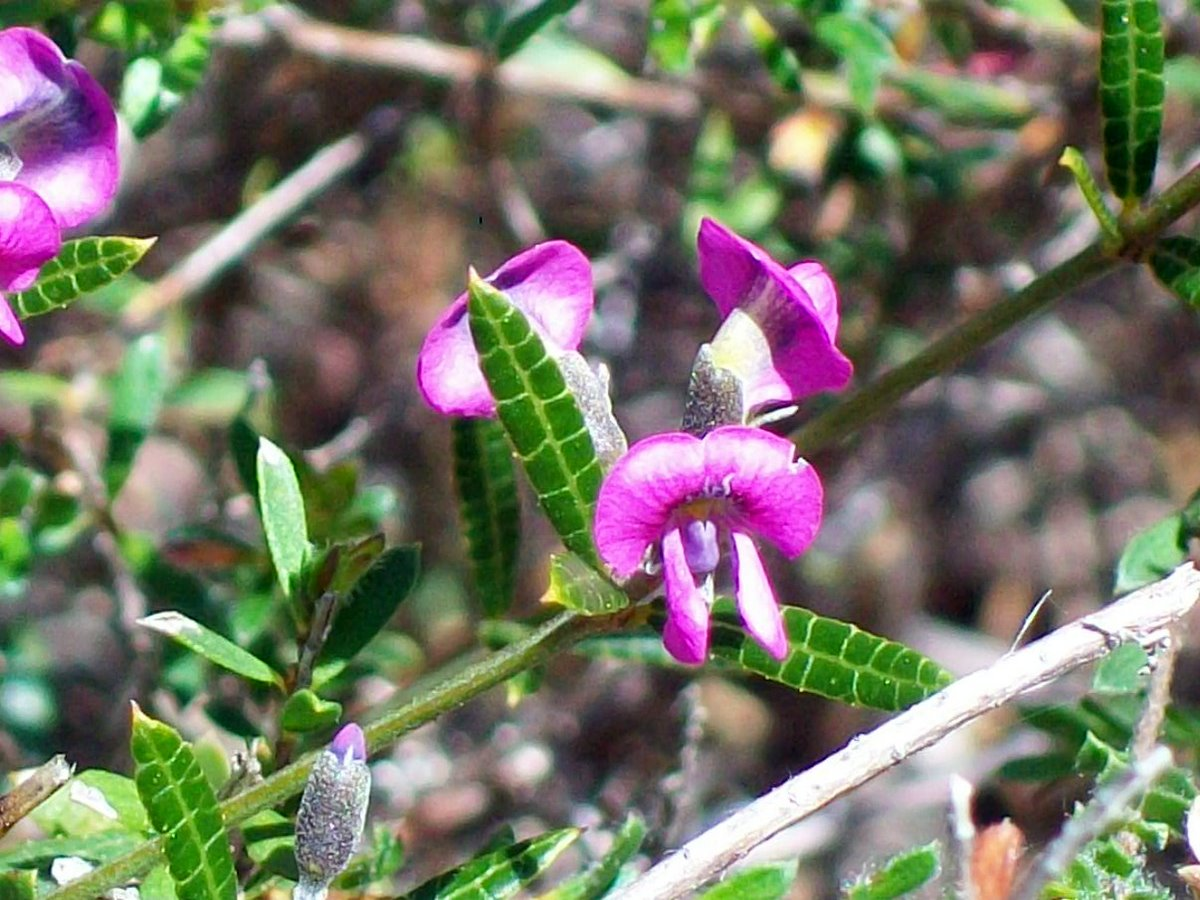